# Шрадер, Курт-Зигфрид
Курт Зигфрид Шрадер (нем. Kurt Siegfried Schrader; 28 августа 1916 — неизвестно) — немецкий военнослужащий, гауптштурмфюрер СС. 5 мая 1945 года дезертировал во время боя у замка Иттер.

## Биография
Родился 28 августа 1916 года в Магдебурге, Германская империя. Его отец в составе Германской императорской армии принял участие в Первой мировой войне. В мае 1930 году вступил в гитлерюгенд. 7 апреля 1937 года благодаря знанию английского языка был зачислен в формирование СС Nachrichtensturmbann. В апреле 1940 года получил звание унтерштурмфюрера и направлен в 2-й запасной пехотный батальон дивизии «Мёртвая голова», где находился до мая 1941 года.
17 мая 1941 года получил звание оберштурмфюрера и направлен в батальон охраны рейхсфюрера. 1 февраля 1943 года вошёл в состав второго батальона 10-й танковая дивизия СС «Фрундсберг», в составе которого дослужился до звания гауптштурмфюрер. Вскоре после высадки в Нормандию, получил ранение и был прикомандирован к учебно-запасному батальону дивизии.
7 февраля 1945 года был зачислен в 102-ю полевую запасную бригаду, вскоре после захвата союзниками моста в Ремагене, Шрадер в составе своего подразделения (под командованием 11-й танковой дивизии) был направлен туда за помощью немецким соединениям.
Во время боя у замка Иттер, Шрадер выздоравливал от ранения в соседней деревне Вёргль и решил помочь освободить французских военнопленных, содержащихся в замке.

## В культуре
- В телесериале «Последние шаги Гитлера» (1 сезон, 4 серия) его роль исполнил актёр Питер Гэтсби[2].